# João Fernando André
João Fernando André "Kalunga" (Cahama, 14 de junho de 1995) é um professor, escritor e jornalista cultural angolano. Autor das obras Evangelho Bantu, O Dia em que uma pedra virou Lua e Lumbu – a alquimia das palavras. Coautor nas antologias 5 sentidos e Entre palavras (Portugal).
É crítico literário e professor de língua portuguesa e literatura. Mestre em Literaturas em Língua Portuguesa pela Faculdade de Letras da Universidade Agostinho Neto. Especialista em Avaliação de Português Língua Estrangeira, pelo Centro de Avaliação e Certificação de Português Língua Estrangeira, da Faculdade de Letras da Universidade de Lisboa.
Vice-Presidente da Associação Angolana de Prosadores e Poetas. Membro da União dos Escritores Angolanos, do PEN Guiné-Bissau e da Frente Cultural da Língua Portuguesa. É professor na Alliance Française de Luanda.
Colunista no Jornal Folha 8. Tem textos no Jornal Cultura, na revista Mallarmargens ISSN 23163887 Erro de parâmetro em {{ISSN}}: ISSN inválido., na revista Tunda Vala e no Jornal de Angola. Participou do Projecto Reflexão sobre a cultura em tempos de pandemia. Tem menção honrosa no Primeiro Concurso Angolano de Dramaturgia.

### Participação em antologias
- 5 Sentidos (Edições O Declamador, Lisboa, 2017)
- Entre palavras (Edições O Declamador, Lisboa, 2018)
- Best New African Poets (Mwanaka Media and Publishing, 2018) ISBN 9781779065254
- Nós e a palavra (Edições Handyman, Luanda, 2019)
- Reflexões em tempo de pandemia (UCCLA, Lisboa, 2020)